# Nyköpings flickskola
Visby flickskola var en  flickskola i Nyköping som var verksam under olika namn från 1868 till 1972.
Skolan har sina rötter i den skola som Henriette Löwen inrättade i den lokala kyrkoherdens hus år 1868. Den utvecklades efterhand till en elementarskola med hundratalet elever som övertogs av Föreningen till upprätthållande av Nyköpings Elmentarskola för flickor år 1890. 
Föreningen tillsatte en ny rektor och köpte en tomt med en stor vacker park och två bostadshus av trä, där de lät bygga en ny skolbyggnad. När  grunden skulle anläggas fann man rester av äldre byggnader som troligen tillhört Nyköpings konvent. De medeltida murarna av kullersten med skifferhaltigt murbruk användes delvis som grundmur till skolbyggnaden. Den innehöll tio klassrum och ritades av arkitekterna Axel och Hjalmar Kumlien. Skolbyggnaden invigdes den 2 september 1892 med de tidigare bostadshusen som annex och bostad för skolans vaktmästare. Förutom flickskolans åtta klasser fanns det tre småskoleklasser med både flickor och pojkar. Från 1910 gav godkänt avgångsbetyg från åttonde klass normalskolekompetens.
När läroverken så småningom öppnades för flickor överlämnade föreningen skolhuset med inventarier, innestående medel och stipendiefonder till kommunen. Skolan bytte namn till Nyköpings Kommunala Flickskola den 1 juli 1932 och kommunaliserades officiellt av Kungl Maj:t den 17 juni 1932.
Den kommunala flickskolan hade en 
sjuårig och en sexårig linje till läsåret 1959 och därefter en femårig lärokurs.

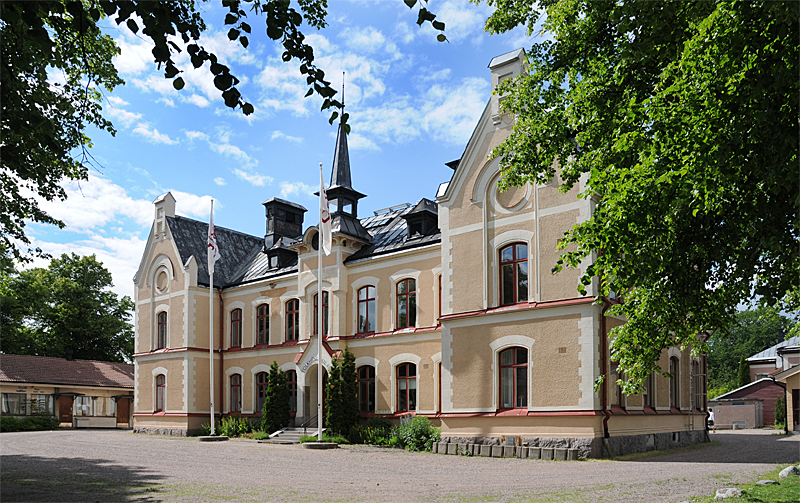
Nyköpings folkhögskola, 2011.

Flickskolan avvecklades i samband med att gymnasieskolan infördes. Sista årskullen började 1967 och 1972 stängdes skolan helt. Skolbyggnaden kom senare att inrymma Nyköpings folkhögskola och Nyköpings kommunala musikskola.